# Алонсо, Пит
Питер Морган Алонсо (англ. Peter Morgan Alonso, 7 декабря 1994, Тампа, Флорида) — американский бейсболист испанского происхождения, игрок первой базы клуба Главной лиги бейсбола «Нью-Йорк Метс». Участник Матча всех звёзд 2019 года.

## Карьера
Пит Алонсо родился 7 декабря 1994 года в Тампе, штат Флорида. Его дед по отцовской линии эмигрировал в США из Испании во время гражданской войны. Пит окончил старшую школу имени Генри Планта в Тампе, после чего поступил в Университет Флориды. За «Гейторс» Алонсо провёл 58 игр, отбивая в них с показателем 37,4 % и выбив 14 хоум-ранов. На драфте МЛБ 2016 года во втором раунде его выбрал клуб «Нью-Йорк Метс». В июне того же года Пит подписал первый профессиональный контракт.
В профессиональном бейсболе Пит дебютировал в 2016 году в составе «Бруклин Сайклонс». В тридцати играх за команду он отбивал с показателем 32,1 %, выбил 12 даблов и 5 хоум-ранов. Сезон 2017 года он начал в «Сент-Луси Метс», а по ходу чемпионата перешёл в клуб АА-лиги «Бингемтон Рамбл Понис». Алонсо демонстрировал высокую эффективность на бите, но при игре в защите допустил девятнадцать ошибок в 93 играх.
Начав в «Бингемтоне» сезон 2018 года, по его ходу Пит был переведён в ААА-лигу в «Лас-Вегас Фифти Уанс». За год он провёл 132 игры, в которых отбивал с показателем 28,5 %, выбив 31 дабл, 36 хоум-ранов и набрав 119 RBI. Его выступление стало одним из лучших за всю историю фарм-команд системы «Метс». Алонсо был приглашён на Матч всех звёзд будущего, а завершил сезон игрой в Аризонской осенней лиге.
Чемпионат 2019 года Пит начал в основном составе «Нью-Йорка», дебютировав в Главной лиге бейсбола 28 марта. В первых двадцати девяти играх сезона он отличился девятью хоум-ранами, набрал двадцать шесть RBI и сделал четырнадцать уоков. По итогам апреля Алонсо был признан лучшим новичком месяца в Национальной лиге. В июне он был включён в число участников Матча всех звёзд лиги. 8 июля Пит стал победителем выставочного соревнования «Хоум-ран Дерби».